# Жан де Гравина (герцог Дураццо)
Иоанн— граф Гравины, герцог Дураццо, князь Ахейи.

## Биография
Иоанн был сыном неаполитанского короля Карла II и Марии Венгерской, дочери венгерского короля Иштвана V. 3 сентября 1313 года он стал капитан-генералом Калабрии. 29 августа 1315 года его старший брат Пьетро Темпеста был убит в сражении при Монтекатини, и Иоанн унаследовал от него титул «граф Гравины».
В 1316 году умер управлявший Ахейским княжеством по праву жены Людовик. Сюзерен Ахейи Филипп, старший брат Иоанна, силой доставил вдову Людовика Матильду в Неаполь и, чтобы сохранить Ахейское княжество под властью дома Анжу, силой заставил её в 1318 году выйти замуж за Иоанна. Однако Матильда отказалась передать права на княжество новому мужу, и заключила секретный брак с Гуго де ла Палисом. Но это нарушило договор о передаче Ахейского княжества, заключённый её матерью Изабеллой, согласно которому дочь не могла выйти замуж без разрешения сюзерена. На основании нарушения договора Филипп отобрал княжество у Матильды и передал его Иоанну. Брак был объявлен несостоявшимся, и Матильда была заключена в Кастель-дель-Ово.
В 1325 году Иоанн совершил военную экспедицию в Ахейю, профинансированную Аччайоли. Ему удалось восстановить контроль над островами Кефалиния и Закинф, но крепость Гортина осталась в руках византийцев.
В 1332 году скончался сюзерен Ахеи Филипп, и все его титулы перешли к его сыну Роберту. Так как Роберт был ещё юн, Иоанн не захотел приносить ему вассальную присягу, и в итоге была достигнута договорённость: Иоанн уступает Ахейское княжество Роберту и выплачивает ему 5 тысяч унций золота (занятых у Никколо Аччяйоли), а взамен получает титул короля Албании. Так как к тому времени королевство Албания сократилось до окрестностей города Дураццо, то Иоанн никогда не использовал титул «король Албании», а именовался «герцог Дураццо».

## Семья и дети
В 1318 году женился на Матильде д’Эно, принцессе Ахейской. Детей не имели.
14 ноября 1321 года Иоанн женился на Агнессе, графине Перигор. У них было трое детей:
- Карл (1323—1348), герцог Дураццо
- Людовик (1324—1362), граф Гравины
- Роберт (1326—1356)

Кроме того, у него был незаконный сын Тристан (1334—1356).